# Astichus arithmeticus
Astichus arithmeticus is een vliesvleugelig insect uit de familie Eulophidae. De wetenschappelijke naam is voor het eerst geldig gepubliceerd in 1851 door Förster.